# David Lan-Bar
David Lan-Bar, pseudonyme de David Langberg, né le 26 décembre 1911 à Rava-Rouska (Pologne) et mort le 26 mars 1992 à Paris 10e, est un peintre israélien.

## Biographie

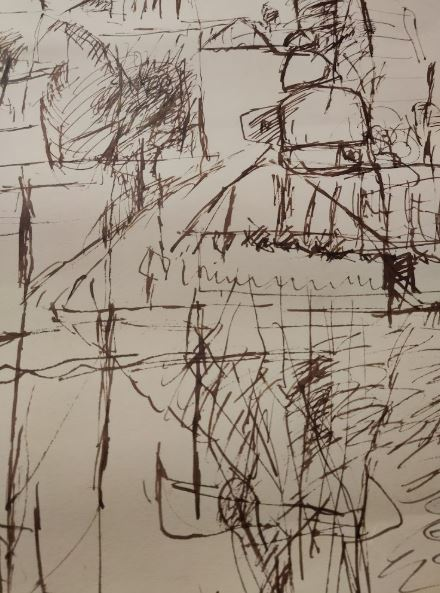
Détail d'une oeuvre, encre sur papier, collection privée

Né en 1912 à Rava-Russkaya en Pologne, David Lan-Bar doit fuir les pogroms et part pour Jérusalem en 1934. Avec ses condisciples auxquels il se lie Yehezkel Streichman et Avigdor Stematsky, il a pour maître Miron Sima à l'université hébraïque, avant de s'installer à Tel-Aviv. C'est tout naturellement qu'en 1948 il décide d'élargir son horizon artistique. Il arrive à Paris, alors capitale mondiale de l'art, en 1948 et y restera jusqu'à sa mort en 1987, aimant toutefois, à l'instar de Hanna Ben-Dov, séjourner régulièrement dans le village de Labeaume. Les éléments figuratifs disparaissent progressivement au profit d'un travail essentiellement axé sur la superposition des couleurs et sur la densité de la pâte : Jean-Pierre Delarge évoque à son propos un « impressionnisme abstrait. »
Il a été exposé dans les musées de Paris (Musée national d'art moderne), Turin, Tel-Aviv, Haïfa, New York, Chicago (Art Institute of Chicago), Montréal (musée des beaux-arts), Détroit (Detroit Institute of Arts), à la Biennale de Menton, à la Biennale de Sao Paulo (en 1961) et présenté à Paris, outre au Salon des réalités nouvelles (de 1959 à 1963), au Salon Comparaisons, au Salon grands et jeunes d'aujourd'hui et au Salon des indépendants (une toile de lui fait la couverture du catalogue en 1987), dans les galeries Denise Breteau, Katia Granoff, Kriegel et Lélia Mordoch.
Sioma Baram, L. Hoctin, Claude Rivière, Georges Besson et D. Chevalier lui ont consacré des articles.
David Lan-Bar était chevalier de l'ordre des Arts et des Lettres.

## Expositions personnelles
En Angleterre
- Présentation itinérante de la collection Margulies, organisée par le British Council, 1961
- Towner Art Gallery, Eastbourne, Modern Paintings from the Margulies Collection, 1960
- Ben Uri Art Gallery, Contemporary Jewish Artists of France

En Belgique
- Linéart, galerie Lélia Mordoch, Gand, 1991, 1992

Au Canada
- Montreal Museum of Fine Arts
- Art Gallery of Toronto
- Winnipeg Art Gallery, Manitoba

Aux États-Unis
- Sheskin Gallery, New York
- Museum of Modern Art, New York
- Jewish Museum of New York
- Toledo Museum of Art, Ohio
- Art Institute of Chicago
- Detroit Institut of Art
- Philadelphia Museum of Art
- Contemporary Art Center of Cincinnati, Ohio
- Carnegie Institute of Pittsburgh, Pensylvania
- Seattle Art Museum
- San Francisco Museum of Art
- Municipal Gallery of Los Angeles
- Portland Art Museum
- Présentation collection Margulies, Miami, 1999
- Art Miami, galerie Lélia Mordoch, 1991, 1992

En France
- galerie Breteau, Paris, 1951
- Centre Culturel auprès de l'U.I.R.E., Paris, 1955
- Biennale de Menton, 1955
- Galerie Norval, Paris, Confrontations, 1957
- Galerie Charpentier, Salon Ecole de Paris
- Galerie Art Vivant, Paris, 1960
- Maison des Arts et Loisirs, Thonon les Bains, Itinéraire d'un collectionneur, 1971
- Galerie Katia Granoff, Paris, 1978
- Galerie Kriegel, Paris
- Galerie Attali, Paris
- Musée d'Art moderne de la ville de Paris
- Réalités Nouvelles
- Salon grands et jeunes d'aujourd'hui
- Salon Comparaisons
- Salon des indépendants, couverture du catalogue de la 88e exposition en 1977
- Rétrospective au musée de Vesoul en 1988
- Galerie Vannoni, Lyon, 1991
- Galerie Vannoni, L'Ecole de Paris et Après Lyon, 1997
- Saga, galerie Lélia Mordoch, Paris, 1998

En Italie
- Galerie Blu, Milan, 1958
- La Salita, Rome, 1958
- Musée d'Art moderne de Turin, 1959

En Israël
- Musée de Tel Aviv
- Musée de Jérusalem
- Musée d'art moderne de Haïfa
- Exhibition of Palestine Artists, Tel-Aviv, 1946
- Association des Peintres et Sculpteurs en Israël, Tel-Aviv, One Man Show, 1953
- Leivik House Art Gallery, Tel-Aviv, One Man Show, 1972
- Maison des Artistes de Tel-Aviv, 1989

## Œuvres dans les collections publiques
- Musée national d'art moderne, Paris.
- Musée d'art de Tel Aviv.
- Ben Uri Gallery and Museum (en), Londres.

## Collections particulières référencées
- Henri Braun-Adam[2].
- Alexandre Margulies, Londres[réf. nécessaire].

### Sources
- Haïfa Museum of Art.
- Catalogue édité par le musée Georges-Garret, Vesoul, 1988.